# تانژیر (اکلاهما)
تانژیر (به انگلیسی: Tangier) یک منطقهٔ مسکونی در ایالات متحده آمریکا است که در شهرستان وودوارد، اکلاهما واقع شده‌است. تانژیر ۶۶۸٫۱۳ متر بالاتر از سطح دریا واقع شده‌است.